# Liste der Bischöfe von Luni
Die Liste der Bischöfe von Luni enthält jene kirchlichen Würdenträger, die nach Gründung des Bischofssitzes in der 177 v. Chr. gegründeten Stadt Luna, die seit dem Mittelalter im italienischen Sprachgebrauch als „Luno“ oder „Luni“ bekannt wurde und heute als Ausgrabungsstätte in der Provinz La Spezia, Italien, liegt. Der tatsächliche lateinische Titel des „Bischofs von Luni“ ist bis heute Lunensis episcopus geblieben, was „Bischof von Luna“ bedeutet.
1058 verließen die meisten Bewohner das einst blühende Wirtschaftszentrum, das nach jahrhundertelangen Angriffen durch germanische Stämme, islamische Piraten und Wikinger am Ende durch Verlandung auch noch sein wichtigstes geschäftliches Standbein, den Hafen verlor und Malaria um sich griff. 1204 wurde der Bischofssitz aus der weitgehend verlassenen Stadt nach Sarzana, verlegt. Dort lebten bereits die meisten ehemaligen Bewohner von Luna/Luni.
Folgende Personen waren oder sind „Bischof von Luna“ (Lunensis episcopus):
- Basilius I., Heiliger, (5. Jahrhundert)
- Solarius, Heiliger, (5. Jahrhundert)
  - Euterius, Heiliger, (5. Jahrhundert)
- Felix, Heiliger, genannt 465
- Victor (6. Jahrhundert)
  - Justinianus (5. Jahrhundert)
  - Basilius II. (2. Hälfte 6. Jahrhundert)
- Venanzius, Heiliger, (593–603?)
- Terenzius, Heiliger (Anfang 7. Jahrhundert)
- Lucius (7. Jahrhundert)
- Lazarus I. (7. Jahrhundert)
- Thommasus (2. Hälfte 7. Jahrhundert)
- Severus (7. Jahrhundert)
- Lintecarius (Anfang 8. Jahrhundert)
- Felerad (8. Jahrhundert)
  - Apollinarus (Ende 8. Jahrhundert)
- Gualcherius (800?–814?)
- Petroald (816?–826?)
- Teodolasius (862/63–?)[2]
- Cechardus, Heiliger, (?–860)
- Gualcherius (881–891)[3]
- Odelbert (9. Jahrhundert)
- Adalbertus (963–968)[4]
- Gottfried I. (981–998)
- Guido I. (1020–1027)
- Deodatus (1027/32)
- Eribert (1039)
- Guido II. (1055–1078)
- Bernard (?) (um 1085)
- Philippus I. (1095–1096)
- Andreas I. (1124)
- Philippus II. (1127–1128) ?
- Gottfried II. (1129–1156)
- Albert (1156–1160)
- Andreas II. (1160–1168)
- Raimund (1168–1169)
- Pipin (1169–1177)
- Petrus (1178–1190)
- Roland (1190–1193)
- Gualtiero II. (1193–1213)
- Marzucco (1213–1220)
- Noradino (1221–1223)
- Buttafava (1224–1226)
- Wilhelm (1228–1272)
- Enrico da Fucecchio (1273–1297)
- Antonio Nuvolone da Camilla (1297–1307)
- Gherardino Malaspina (1312–1321)
- Bernabò Malaspina (1321–1338)
- Antonio Fieschi (1338–1343)
- Agapito Colonna (1344)
- Giordano Colonna (1344–1351)
- Gabriele Malaspina (1351–1359)
- Antonio da Siena (1359–1363)
- Bernabò Griffi (1364–1378)
- Seliger Giacomo Campano (1378–1380)
- Seliger Giacomo Piccolomini (1380–1383)
- Gerardo Pasqualoni (1384–1385)
- Francesco del Lante (1386–1390)
- Martino de Ferrari (1390–1394)
- Giovanni Montino (1394–1406)
- Giacomo de’ Rossi (1407–1415)
- Francesco Manfredi (1415–1469)
- Antonio Maria Parentuccelli (1469–1485)
- Tommaso Benetti (1486–1497)
- Silvestro Benetti (1497–1537)
- Giovanni Francesco Pogliasca (1537–1561)
- Simone Pasqua di Negro (1561–1565) (Kardinal)
- Benedetto Lomellini (1565–1572) (Kardinal)
- Giovanni Battista Bracelli (1572–1590)
- Giovanni Battista Salvago (1590–1632)
- Giovanni Domenico Spinola (1632–1636) (Kardinal) (dann Erzbischof von Mazara del Vallo)
- Prospero Spinola (1637–1664)
- Giovanni Battista Spinola (1665–1694)
- Giovanni Girolamo Naselli (1695–1708)
- Ambrogio Spinola (1710–1727)
- Giovanni Girolamo della Torre (1727–1757)
- Giulio Cesare Lomellini (1757–1791)
- Francesco Maria Gentili (1791–1795)
- Vincenzo Maria Maggioli (1795–1804)
- Giulio Cesare Pallavicini (1804–1819)
- Pio Luigi Scarabelli (1820–1837)
- Francesco Agnini (1837–1853)
  - Luigi Viani (1853–1865) (Kapitularvikar in Luni-Sarzana)
  - Luigi Podestà (1865–1867) (Kapitularvikar in Luni-Sarzana)
  - Pasquale Martelli (1853–1867) (Kapitularvikar in Brugnato)
- Giuseppe Rosati (1867–1881)
- Giacinto Rossi, O.P. (1881–1899)
- Giovanni Carli (1899–1921)
- Bernardo Pizzorno (1921–1926)
- Giovanni Costantini (1929–1943)
- Giuseppe Stella (1945–1975)
- Siro Silvestri (1975–1989)

Seit 1986 offizieller Name der Diözese: Bistum La Spezia-Sarzana-Brugnato
- Giulio Sanguineti (1989–1998) (danach Bischof von Brescia)
- Bassano Staffieri (1999–2007)
- Francesco Moraglia (2007–2012) (dann Patriarch von Venedig)
- Luigi Ernesto Palletti (seit 2012)